# Musculus erector spinae
De musculus erector spinae of rugstrekker behoort tot de lange rechte rugspieren en wordt onderverdeeld in 3 delen: 
- musculus longissimus (middelste component)
- musculus iliocostalis (laterale component)
- musculus spinalis (mediale component)

Bij een unilaterale contractie fungeert deze spier als ipsilaterale buiger van de wervelkolom en het hoofd.
Bij een bilaterale contractie is retroflexie van het hoofd en de wervelkolomribben omlaag trekken (bij expiratie) het belangrijkste.